# Elisabeth Graul
Elisabeth Graul (* 16. Juni 1928 in Erfurt; † 19. Dezember 2009 in Barleben bei Magdeburg) war eine deutsche Schriftstellerin und Dissidentin.

## Leben
Elisabeth Graul wuchs in Erfurt auf. Als Kind und Jugendliche hatte sie die NS-Diktatur erlebt und wollte nach 1945 beim Neuaufbau einer demokratischen, humanistischen Gesellschaft mitwirken. Deshalb verfolgte sie aufmerksam die politische Entwicklung, die sich in der Sowjetischen Besatzungszone abzeichnete.
Als Studentin erlebte sie in Erfurt und Weimar die wachsende politische Indoktrination und Abstimmungen, deren Ergebnisse nur unter Drohungen zustande gekommen waren. 1950 setzte sie ihr Studium in West-Berlin fort. Sie behielt jedoch ihren Wohnsitz in Erfurt. Um sich gegen die zunehmenden politischen Repressionen in der DDR zu engagieren, schloss sie sich dem „Widerstandskreis der Jugend der Sowjetzone“ an, der von West-Berlin aus koordiniert wurde.
Der Kreis war eine Nebenorganisation des „Bundes Deutscher Jugend“ (BDJ), einer nach außen als streng antitotalitär und antikommunistisch auftretenden bündischen Jugendorganisation mit einem eigenen illegalen Apparat, dem sogenannten „Technischen Dienst“, der von ehemaligen Wehrmachts- und SS-Angehörigen geführt wurde. Gegründet wurde diese Organisation von Paul Egon Lüth. Von der Existenz dieses geheimen Apparates erfuhr Elisabeth Graul allerdings erst viel später nach ihrer Verhaftung durch die Staatssicherheit der DDR.
Elisabeth Graul übernahm Kurierfahrten in die DDR und transportierte heimlich Flugblätter. Allerdings geriet sie in Widerspruch zur Politik des BDJ und insbesondere zu den für sie untragbaren politischen Vorstellungen seines Gründers Paul Lüth.
Im Sommer 1951 wurde sie wegen ihrer Mitgliedschaft im „Widerstandskreis der Jugend der Sowjetzone“ von Mitarbeitern des Staatssicherheitsdienstes verhaftet, als sie zu Besuch in ihrer Heimatstadt Erfurt weilte. Es folgte der Aufenthalt in der zentralen Untersuchungshaftanstalt des Ministeriums für Staatssicherheit (MfS) in Berlin-Hohenschönhausen. Im Februar 1952 wurde Elisabeth Graul zusammen mit elf Mitangeklagten vom Obersten Gericht der DDR unter Vorsitz der späteren Justizministerin Hilde Benjamin zu 15 Jahren Zuchthaus verurteilt. Drei der Mitangeklagten erhielten lebenslange Haftstrafen. Fast zehn Jahre ihrer Haftzeit verbrachte Elisabeth Graul in der Frauenhaftanstalt Hoheneck. 1962 wurde sie entlassen.
Danach arbeitete sie 13 Jahre am Puppentheater Magdeburg, zunächst als Puppenspielerin und später auch als Regisseurin. Von 1976 bis 1994 war sie als Klavierlehrerin an der Georg-Philipp-Telemann-Musikschule Magdeburg tätig. Danach trat sie als freischaffende Autorin in Erscheinung.

## Veröffentlichungen
In ihrer 1991 veröffentlichten Autobiografie Die Farce schildert Elisabeth Graul ihre Erinnerungen an die Haftzeit in der DDR. Es folgten mehrere Gedichtbände sowie der 2000 veröffentlichte Roman Shalom für Magdalena.

### Werke
- Die Farce –  Ein Stück Autobiografie, Impuls-Verlag Magdeburg 1991
- Ich brenne und ich werde immer brennen – Gedichte, Hockenheim, Edition L. 1996
- Türmer sein –  Gedichte, Hockenheim,  Edition L. 1997
- Blaue Trichterwinde – Ein Lesebuch, Oschersleben, Dr.-Ziethen-Verlag 1998
- Vogellieder – überwiegend heiter – Gedichte, Calbe, Cuno-Druck 1999
- Shalom für Magdalena – Roman. Hanser Verlag 2000

## CD
In der Lyrik-Performance ich brenne und ich werde immer brennen, die sich thematisch mittels Sprache und Musik mit dem gleichnamigen Gedichtband aus der Zeit ihrer politischen Haft in der DDR auseinandersetzt, werden durch die Art der musikalischen Gestaltung hinter dem Wort verborgene Dimensionen von gefangenen Menschen hörbar. Dem Leipziger Schauspieler Jörg Dathe und dem Dreiländer-Quartett, mit den Musikern Warnfried Altmann (Tenorsaxophon, Sopransaxophon), Bernd Born (Baritonsaxophon, Klarinette), Peter Koch (Violoncello) und Hans-Christoph Winckel (Kontrabass), ist in der Umsetzung dieser Problematik ein eindrucksvolles Kunstwerk gelungen, das in seiner kammermusikalischen Form mit teils komponierten und improvisierten Abschnitten eine große emotionale Wirkung hervorbringt.

## Hörfunk
- Ich brenne und ich werde immer brennen – Elisabeth Graul und die DDR-Vergangenheit, Hörfunkfeature von Thomas Gaevert und Dirk Bierbaß – Produktion: Südwestrundfunk 1999 –  Erstausstrahlung: 9. November 1999, SWR2 Dschungel, 35 Minuten

## Dokumentarfilm
- Die Farce  – Geschichte einer Verhaftung, Filmdokumentation von Thomas Gaevert. – Produktion: Schiwago-Film in Zusammenarbeit mit Landesheimatbund Sachsen-Anhalt e. V., Hochschule Harz  / Fachbereich Medieninformatik, Literaturbüro Sachsen-Anhalt, Landeszentrale für politische Bildung und Lotto-Toto GmbH Sachsen-Anhalt – Farbe + s/w, 30 Minuten – Premiere: 13. Februar 2002, Palais am Fürstenwall, Magdeburg, in der Reihe „Kunst im Palais“